# Valentin Haecker
Ferdinand Carl Valentin Haecker, gelegentlich auch Valentin Häcker geschrieben, (* 15. September 1864 in Ungarisch-Altenburg, heute Mosonmagyaróvár, Ungarn; † 19. Dezember 1927 in Halle (Saale)) war ein deutscher Zoologe.

## Leben
Valentin Haecker war Sohn eines Professors einer Landwirtschaftsakademie (jetzt Fakultät für Landwirtschaft und Ernährungswissenschaft der Westungarischen Universität). Er studierte Zoologie und Botanik und promovierte 1889 an der Universität Tübingen mit der Dissertation Über die Farben der Vogelfedern. Seit dem Studium war er Mitglied der Verbindung Normannia Tübingen. 1892 erhielt er als Schüler August Weismanns an der Universität Freiburg die Lehrbefugnis für Zoologie und vergleichende Anatomie.
1900 folgte er einem Ruf als Ordinarius nach Stuttgart an die Technische Hochschule mit gleichzeitigem Lehrauftrag an der Landwirtschaftlichen Hochschule Hohenheim und der Tierärztlichen Hochschule Stuttgart. In der Forschung arbeitete er nun hauptsächlich als Meeresbiologe und Entwicklungsphysiologe.
Im Jahr 1909 wechselte er nach Halle (Saale), wo ihm ein stattliches Gebäude mit einer großen Sammlung, eine bessere Ausrüstung und mehr Personal zur Verfügung standen. Im Jahr 1910 wurde er zum Mitglied der Leopoldina gewählt. Haecker führte 1912 die 22. Jahresversammlung der Deutschen Zoologischen Gesellschaft nach Halle und wurde 1922/23 zu deren Präsidenten gewählt. Als er 1926, wie damals üblich für ein Jahr, 231. Rektor der Universität Halle-Wittenberg wurde, musste er unter anderem Pläne des preußischen Kultusministeriums zur Schließung der Universität abwehren.
Haecker verstarb wenige Monate nach dem Ende seiner Amtszeit als Rektor völlig unerwartet an einem Hirnschlag. Sein Grab auf dem Gertraudenfriedhof befindet sich seit 1964 unter der Obhut der Medizinischen Fakultät der Universität.

## Wissenschaftliche Arbeit
Seine wissenschaftlichen Arbeiten reichen von der Zellbiologie über Befruchtungs- und Vererbungslehre bis zur Forschung an Vögeln zum Mechanismus der Lauterzeugung, zur Federfarbe und zu Farbrassen sowie zur Erblichkeit musikalischer Begabung beim Menschen. Große Anerkennung fand sein monumentales Werk über Strahlentierchen aus der Ausbeute der Valdivia-Expedition. Haecker war Begründer der Phänogenetik.

## Schriften (Auswahl)
- Über die Farben der Vogelfedern. Dissertation, Bonn und Tübingen 1890 (auch in: Archiv für mikroskopische Anatomie. Band 35, 1)
- Die pelagischen Polychaeten- und Achaetenlarven der Plankton-Expedition (= Ergebnisse der Plankton-Expedition der Humboldt-Stiftung. Band 2d). Lipsius und Tischer, Kiel/Leipzig 1898 (Nachdruck, Lehre 1971, ISBN 3-7682-0790-0).
- Praxis und Theorie der Zellen- und Befruchtungslehre. Jena 1899.
- Der Gesang der Vögel, seine anatomischen und biologischen Grundlagen. Jena 1900.
- Allgemeine Vererbungslehre. Braunschweig 1911; 3., umgearbeitete Auflage ebenda Braunschweig 1921.
- Über Gedächtnis, Vererbung und Pluripotenz. August Weismann zum 80. Geburtstage. Jena 1914.
- Die Erblichkeit im Mannesstamm und der vaterrechtliche Familienbegriff. In:  Biologische Grenz- und Tagesfragen. Heft 1, Jena 1917.
- Entwicklungsgeschichtliche Eigenschaftsanalyse (Phänogenetik). Gemeinsame Aufgaben der Entwicklungsgeschichte, Vererbungs- und Rassenlehre. Jena 1918.
- Über umkehrbare Prozesse in der organischen Welt (= Abhandlungen zur theoretischen Biologie. Heft 15). Berlin 1922 (Digitalisat).
- mit Theodor Ziehen: Zur Vererbung und Entwicklung der musikalischen Begabung. Leipzig 1923.
- Pluripotenzerscheinungen. Synthetische Beiträge zur Vererbungs- und Abstammungslehre. Jena 1925.
- als Mitverfasser/Bearbeiter: Handbuch der sozialen Hygiene und Gesundheitsfürsorge. Band 1: Grundlagen und Methoden. Berlin 1925.
- Umwelt und Erbgut, Rede (gehalten beim Antritt des Rektorats der Vereinigten Friedrichs-Universität Halle-Wittenberg am 12. Juli 1926), Halle (Saale) 1926.
- Goethes morphologische Arbeiten und die neuere Forschung. Jena 1927.